# ジュゼッペ・オルモ
ジュゼッペ・オルモ（Giuseppe Olmo、1911年11月22日 – 1992年5月5日）は、イタリア、チェッレ・リーグレ出身の自転車競技（ロードレース）選手。

## 経歴
1932年のロサンゼルスオリンピック・団体ロードレースで金メダルを獲得。個人ロードレースでは4位に入った。
1933年にプロ転向。ミラノ〜サンレモを2回優勝、ジロ・デ・イタリアでは通算20回の区間優勝を果たした。また、1935年10月31日に、ミラノでアワーレコード(45.090 km)を樹立した。
1942年に引退。引退後、自転車会社を設立した。

## 主な戦績
1931年
- イタリア選手権・アマ個人ロードレース 優勝

1932年
- ロサンゼルスオリンピック
  -  団体ロードレース 優勝
- ミラノ〜トリノ 優勝

1933年
- ジロ・デ・イタリア 区間2勝(第4、12)

1934年
- ジロ・デ・イタリア 総合4位、区間3勝(第13、16、17)

1935年
- ミラノ〜サンレモ 優勝
- ジロ・デ・イタリア 総合3位、区間4勝(第5、12、15、16)

1936年
- イタリア選手権・個人ロードレース 優勝
- ジロ・デ・イタリア 総合2位、区間10勝(1、5、6、11、12、13、15b、16、17a、19)

1937年
- ジロ・デ・イタリア 区間1勝(第6)

1938年
- ミラノ〜サンレモ 優勝

1940年
- イタリア選手権・ドミフォン 優勝